# Bucculatrix andalusica
Bucculatrix andalusica is een vlinder uit de familie ooglapmotten (Bucculatricidae). De wetenschappelijke naam is voor het eerst geldig gepubliceerd in 1980 door Deschka.
De soort komt voor in Europa.